# Tour de Togo
El Tour de Togo (en francès Tour cycliste international du Togo) és una competició ciclista per etapes que es disputa anualment a Togo. La primera edició es disputà el 1990.

## Palmarès a partir del 2003
| Any  | Vencedor          | Segon             | Tercer             |
| ---- | ----------------- | ----------------- | ------------------ |
| 2002 | Diego Agbéfou     |                   |                    |
| 2003 | Diego Agbéfou     |                   |                    |
| 2004 | Dossouvi Komi     | Dossouvi Kouawovi | Egué Attivi        |
| 2006 | Idrissa Ouedraogo |                   |                    |
| 2007 | Idrissa Ouedraogo | Mohammed Ahmed    | Osouma Aminou      |
| 2008 | Bassirou Konté    |                   |                    |
| 2009 | Hamidou Yaméogo   |                   |                    |
| 2010 | Noufou Minoungou  |                   |                    |
| 2011 | Noufou Minoungou  |                   |                    |
| 2012 | Noufou Minoungou  | Mickaël Dhinnin   |                    |
| 2013 | Médéric Clain     | Issiaka Fofana    | Alexis Tourtelot   |
| 2014 | Harouna Ilboudo   | Guy Smet          | Hamidou Yaméogo    |
| 2015 | Seydou Bamogo     | Oumarou Minoungou | Samuel Anim        |
| 2016 | Mathias Sorgho    | Mickaël Hugonnier | Bécaye Traoré      |
| 2017 | Issiaka Cissé     | Pascal Bousquet   | Niels van der Pijl |